# Modruš
Modruš je naselje u Republici Hrvatskoj, u sastavu Općine Josipdol, Karlovačka županija. Zemljopisni položaj Modruša je na istočnim obroncima Velike Kapele u sjevernom dijelu Like.

## Stanovništvo
Prema popisu stanovništva iz 2001. godine, naselje je imalo 197 stanovnika te 66 obiteljskih kućanstava.
| broj stanovnika | 1105  | 1208  | 1220  | 1114  | 1117  | 1164  | 985   | 957   | 756   | 634   | 536   | 400   | 311   | 269   | 197   | 169   | 125   |
|                 | 1857. | 1869. | 1880. | 1890. | 1900. | 1910. | 1921. | 1931. | 1948. | 1953. | 1961. | 1971. | 1981. | 1991. | 2001. | 2011. | 2021. |

## Povijest
Modruš je staro i znamenito hrvatsko srednjovjekovno naselje, naslovno sjedište županije i sijelo kneževske obitelji Frankopan od godine 1193. do sredine 16. stoljeća. Na brijegu iznad njega nalaze se ruševine modruške tvrđave Tržan-grada.   

## Galerija
| Ulaz u Modruš sa sjeveroistočne strane | Dio naselja s kapelom sv. Nikole biskupa i trasom Jozefinske ceste | Pogled na dio Modruša s tvrđavom Tržan-grad i Crkvom presvetog trojstva | Župna crkva presvetog trojstva |

## Također pogledajte
- Modruško-riječka županija
- Senjsko-modruška biskupija

## Vanjske poveznice
- Crtice iz starije povijesti Modruša  Arhivirana inačica izvorne stranice od 19. siječnja 2018. (Wayback Machine)
- Položaj Modruša na istočnim obroncima Velike Kapele u sjeveroistočnoj Lici
- Povijest Modruša/Modruše